# 佐世保市立宮小学校
佐世保市立宮小学校（させぼしりつ みやしょうがっこう）は、長崎県佐世保市萩坂町にある公立小学校。

## 概要
歴史
1874年（明治7年）に「第五大学区第四中学区下等宮小学校」として創立。現校名となったのは宮村が佐世保市に編入された1958年（昭和33年）。2014年（平成26年）に創立140周年を迎えた。
校区
住所表記で佐世保市の後に「奥山町・城間町・瀬道町・長畑町・南風崎町・萩坂町・宮津町」が続く地域（宮地域）。中学校区は佐世保市立宮中学校。
校章
創立105周年を記念して1979年（昭和54年）に制定。中央に校名の「宮」の文字を置いている。
校歌
1960年（昭和35年）制定。作詞は市瀬正生、作曲は田元千之による。歌詞は3番まであり、各番に校名の「宮小学」が登場する。

## 沿革
- 1874年（明治7年） - 彼杵郡宮村の庄屋跡を校舎として「宮小学校」が創立。当初の児童数は30名。初代校長は森格平。
- 1875年（明治8年）2月 - 「第五大学区第四中学区[2] 下等宮小学校」となる。
- 1878年（明治11年）- 郡制の施行により、東彼杵郡に属することになる（彼杵郡が東彼杵郡と西彼杵郡に分割される）。
- 1882年（明治15年）- 「公立中等宮小学校」に改称。
- 1887年（明治20年）4月23日 - 前年の小学校令の施行により、尋常科（修業年限4年）を設置の上、「尋常宮村小学校」に改称。
- 1889年（明治22年）4月1日 - 町村制の施行により、東彼杵郡宮村立の小学校となる。
- 1892年（明治25年）- 「宮村尋常小学校」に改称（「尋常」の位置が変更される）。
- 1901年（明治34年）4月23日 - 高等科を併置の上、「宮村尋常高等小学校」に改称
- 1903年（明治36年）- 実業補習学校を併設。

　41年　4月　義務教育6ヶ年，高等科2ヶ年とした
- 1908年（明治41年）4月 - 小学校令の改正により、義務教育年限（尋常科の修業年限）が4年から6年に延長される。
  - 旧高等科1年を尋常科5年に、旧高等科2年を尋常科6年に、旧高等科3年を高等科1年に、旧高等科4年を高等科2年に振り替える。
- 1910年（明治43年）3月31日 - 実業補習学校を廃止。
- 1917年（大正6年）4月 - 農業補習学校を併設。
- 1921年（大正10年）4月 - 併設の農業補習学校に農業科以外の学科が加えられ「宮村実業補習学校」に改称。
- 1935年（昭和10年）- 青年学校令の施行により、併設の宮村実業補習学校が「宮村青年学校」となる。
- 1941年（昭和16年）4月1日 - 国民学校令の施行により、「宮村国民学校」と改称。尋常科を初等科に改める。
- 1947年（昭和22年）4月1日 - 学制改革（六・三制の実施）により「宮村立宮村小学校」（現在名）となる。
  - 高等科は青年学校の普通科と統合され、新制中学校 宮村立宮村中学校が発足。小学校の増築6教室を中学校へ貸与。
- 1948年（昭和23年）4月15日 - 運動場を拡張。
- 1958年（昭和33年）
  - 3月31日 - 2階建て新校舎14教室が完成。
  - 8月1日 - 宮村が佐世保市へ編入したため、「佐世保市立宮小学校」（現校名）に改称。
- 1959年（昭和34年）4月8日 - 佐世保市立宮中学校と校舎・校地を交換。
- 1960年（昭和35年）1月1日 - 校歌を制定。
- 1961年（昭和36年）3月10日 - 給食室が完成。
- 1963年（昭和38年）7月2日 - 交通信号が設置される。
- 1966年（昭和41年）
  - 2月7日 - 創立記念日を2月6日に制定。
  - 10月1日 - 宮川の改修工事に伴い、宮小学校移転建設促進協議会が発足。
- 1969年（昭和44年）
  - 3月25日 - 鉄筋コンクリート造新校舎（9教室）が完成。
  - 4月 - まず1年・5年・6年が新校舎に移転。その後旧校舎1棟を解体。
- 1970年（昭和45年）
  - 4月6日 - 新校舎に全学年の児童が移転を完了。
  - 9月21日 - プールが完成。
- 1971年（昭和46年）12月26日 - 体育館が完成。
- 1974年（昭和49年）2月6日 - 創立100周年記念式典を挙行。「宮村学校教育発祥の地」の記念碑を設立。
- 1975年（昭和50年）3月20日 - 体育館横の広場に交通コーナーを設置。
- 1979年（昭和54年）2月6日 - 創立105周年を記念して校章（4つ葉章）を制定。
- 1981年（昭和56年）9月11日 - 米飯給食を開始。
- 1988年（昭和63年）10月18日 - 楽焼室が完成。
- 1991年（平成3年）3月7日 - 特別校舎（視聴覚室・図書室）が完成。
- 1993年（平成5年）3月1日 - 岩石園が完成。
- 1999年（平成11年）12月1日 - パソコン22台を設置。
- 2002年（平成14年）3月 - プールを改築。
- 2003年（平成15年）8月 - 普通教室の一部を改修。
- 2004年（平成16年）3月 - 体育館を改築。
- 2005年（平成17年）
  - 4月 - 2学期制を開始。
  - 5月 - 第1回小中合同運動会を開催。
- 2011年（平成23年）5月 - 小学校単独で運動会を開催。

## 交通アクセス
最寄りの鉄道駅
- JR九州 大村線 「南風崎駅」

最寄りのバス停
- 西肥バス「宮前」バス停

最寄りの幹線道路
- 国道205号
- 長崎県道142号重尾長畑線

## 周辺
- 佐世保市立宮中学校
- 佐世保市宮地区公民館
- 早岐警察署宮警察官駐在所
- 宇都宮神社
- JAながさき西海宮支店

## 参考資料
- 「佐世保市史 教育篇」（1982年（昭和57年）5月20日発行, 佐世保市 市史編さん室）